# José Gregorio Monagas (comune)
José Gregorio Monagas è un comune del Venezuela situato nello stato dell'Anzoátegui.
Il capoluogo del comune è la città di Mapire.